# Lysipomia hutchisonii
Lysipomia hutchisonii là loài thực vật có hoa trong họ Hoa chuông. Loài này được McVaugh mô tả khoa học đầu tiên năm 1965.